# Tanaecia khasiana
Tanaecia khasiana är en fjärilsart som beskrevs av Swinhoe 1890. Tanaecia khasiana ingår i släktet Tanaecia och familjen praktfjärilar. Inga underarter finns listade i Catalogue of Life.